# Белинтерсат-1
Белинтерсат-1 (бел. Белінтэрсат-1, англ. Belintersat-1) — белорусский спутник связи, созданный китайской корпорацией China Aerospace Science and Technology Corporation и запущенный 15 января 2016 года с космодрома в Китае.
Спутник рассчитан на 15 лет работы и будет предоставлять широкий спектр телекоммуникационных услуг, таких как спутниковое телевизионное вещание, спутниковое радиовещание.

## Аппарат
В основе спутника лежит китайская космическая платформа DFH-4, полезную нагрузку (транспондеры) обеспечила компания Thales Alenia Space. Платформа имеет размеры 2,36 х 2,10 х 3,60 метров и способна вместить до 588 кг полезной нагрузки. Энергоснабжение обеспечивают 2 крыла солнечных батарей, которые продуцируют до 10,5 кВт электроэнергии. Масса спутника при запуске — 5223 кг.

### Транспондеры
На спутник установлены 38 транспондеров: С-диапазон — 20 транспондеров и Ku-диапазон — 18 транспондеров. Два транспондера Ku-диапазона зарезервированы для обеспечения собственных потребностей Республики Беларусь, восемь транспондеров (7 С-диапазона и 1 Ku-диапазона) отданы в аренду китайским операторам. Остальные мощности спутника его оператор, белорусская государственная Национальная система спутниковой связи и вещания, планирует сдавать в аренду операторам стран Европы, Азии и Африки. Уже подписано партнёрское соглашение о партнёрстве с нигерийской телекоммуникационной компанией NIGCOMSAT.

## Запуск
Запуск спутника состоялся в 16:57 UTC 15 января 2016 года с помощью китайской ракеты-носителя Великий поход-3B, со стартовой площадки LC-3 космодрома Сичан. Спутник успешно выведен на геопереходную орбиту с показателями 197 x 41781 км, наклонение 26,38°. Выход к постоянной точке стояния будет осуществляться с помощью собственных двигателей спутника.

## Галерея

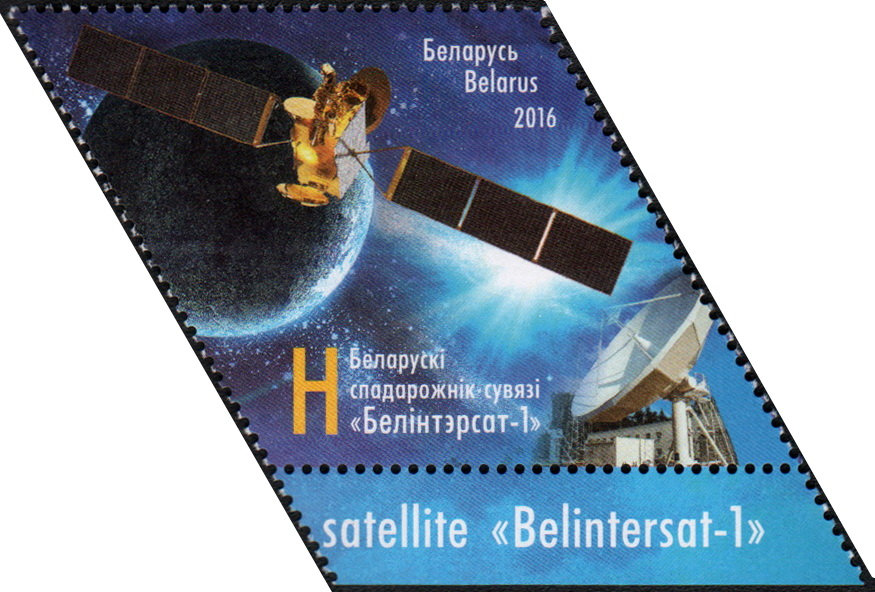